# Stuart Lancaster
Stuart Lancaster (* 30. November 1920 in Evanston, Illinois; † 22. Dezember 2000 in Los Angeles, Kalifornien) war ein US-amerikanischer Schauspieler.

## Leben
Lancaster wurde als Nachfahre der Ringling-Familie geboren und wuchs in Sarasota, Florida auf. Er begann zunächst ein Kunststudium, entschloss sich jedoch 1936 dazu, Schauspiel am Cleveland Playhouse in Ohio zu studieren. Während des Zweiten Weltkriegs diente er bei der United States Air Force, danach setzte er seine Ausbildung beim American Theatre Wing fort.
1952 eröffnete er das Palm Tree Playhouse in Sarasota, welches bis 1962 bestand und einen Großteil seines Erbes verschlang. Lancaster zog nun nach Hollywood, wo er alsbald kleinere Fernsehrollen erhielt. 1965 hatte er sein Spielfilmdebüt in Russ Meyers Im Garten der Lust und wirkte in der Folge in insgesamt sechs Filmen Meyers mit, darunter Die Satansweiber von Tittfield und Supervixens – Eruption. Mit Beginn der 1980er Jahre wurden seine Film- und Fernsehauftritte seltener, stattdessen kehrte er zum Theater zurück. In Los Angeles stand er in zahlreichen modernen Klassikern auf der Bühne; so spielte er Willy Loman in Tod eines Handlungsreisenden und Big Jule in Guys and Dolls.
In den frühen 1990er Jahren erhielt er von Tim Burton kleine Rollen in zweier seiner Filme, Edward mit den Scherenhänden und Batmans Rückkehr. 1993 hatte er während eines Theaterauftritts einen Schlaganfall; danach stand er nur noch wenige Male, in Statistenrollen, auf der Bühne.
Lancaster war insgesamt sechs Mal verheiratet. Seine letzte Ehe führte er mit der Schauspielerin Ivy Bethune von 1971 bis zu seinem Tod. Er hinterließ weiterhin vier Söhne und eine Tochter.

## Filmografie (Auswahl)

### Film
- 1965: Die Satansweiber von Tittfield (Faster, Pussycat! Kill! Kill!)
- 1965: Im Garten der Lust (Mudhoney)
- 1968: Das Schiff der liebestollen Frauen (There She Blows)
- 1969: Das geheime Sexualleben von Romeo und Julia (The Secret Sex Lives of Romeo and Juliet)
- 1975: Supervixens – Eruption
- 1979: Diane – Herrin des Dschungels (Mistress of the Apes)
- 1979: Im tiefen Tal der Superhexen (Beneath the Valley of the Ultra-Vixens)
- 1990: Edward mit den Scherenhänden (Edward Scissorhands)
- 1992: Batmans Rückkehr (Batman Returns)

### Fernsehen
- 1963: The Outer Limits
- 1965: FBI (The F.B.I.)
- 1966: Auf der Flucht (The Fugitive)
- 1967: Invasion von der Wega (The Invaders)